# David Leestma
David Cornell Leestma (Muskegon, 6 de maio de 1949) é um ex-astronauta norte-americano, veterano de três missões espaciais.
Primeiro da turma em sua classe da Academia Naval dos Estados Unidos, onde formou-se em engenharia aeronáutica em 1971, Leestma foi piloto de jatos Grumman F-14A Tomcat baseado no porta-aviões USS John Kennedy.
Entrou para o corpo de astronautas da NASA em 1980 e foi ao espaço pela primeira vez em outubro de 1984, na missão STS-41-G da nave Challenger, permanecendo oito dias em órbita. Esta foi a primeira missão com sete tripulantes e que levou o primeiro canadense ao espaço, Marc Garneau. Leesma passou três horas e meia no espaço com a astronauta Kathryn Sullivan em Atividades extra-veiculares.
Segundo voo, STS-28 Columbia, em agosto de 1989, foi uma missão com carga secreta do Departamento de Defesa dos Estados Unidos, com a duração de cinco dias.
Sua última missão foi em março de 1992, na nave Atlantis, STS-45, onde durante nove dias foram realizadas várias experiências científicas, químicas, físicas e de estudos atmosféricos da Terra.
Leestma acumulou um total de 532 horas no espaço como astronauta e hoje exerce a função de assistente-chefe do programa OSP (Orbital Space Plane), um programa de desenvolvimento de protótipos de naves não-tripuladas de resgate e/ou envio de suprimentos a tripulações da Estação Espacial Internacional, no Centro Espacial Lyndon B. Johnson, em Houston.